# Kolarstwo na Letnich Igrzyskach Olimpijskich 2012 – jazda indywidualna na czas mężczyzn
Jazda indywidualna na czas mężczyzn była jedną z konkurencji kolarskich rozgrywanych podczas Letnich Igrzysk Olimpijskich 2012. Zawody odbyły się w południowo-zachodnim Londynie i Surrey. Zawodnicy mieli do przejechania 44km. Zwycięzcą wyścigu został Brytyjczyk Bradley Wiggins.

## Kwalifikacje
Każde państwo, które znalazło się w najlepszej piętnastce rankingu UCI World Tour 2011, pierwszej siódemce rankingu UCI Europe Tour, pierwszej czwórce rankingu UCI America Tour, pierwszej dwójce rankingu UCI Asia Tour i liderzy rankingów UCI Oceania Tour i UCI Africa Tour mogło wystawić jednego zawodnika do tego wyścigu. Ponadto dziesięć krajów zyskało dodatkowego zawodnika dzięki zajęciu premiowanych miejsc w Mistrzostwach Świata 2011 w jeździe indywidualnej na czas mężczyzn. Były to: Niemcy, Wielka Brytania, Szwajcaria, Australia, Holandia, Kazachstan, Dania, Hiszpania, Szwecja i Kanada. Stany Zjednoczone miały dodatkowego zawodnika kosztem Luksemburgu, który nie wystawił swojego zawodnika.

## Terminarz
| Data            | Godzina |       |
| --------------- | ------- | ----- |
| 1 sierpnia 2012 | 14:15   | Finał |

## Wyniki
Lista startowa opublikowana 1 sierpnia.
| Pozycja | Zawodnik             | Czas     |
| ------- | -------------------- | -------- |
| złoto   | Bradley Wiggins      | 50:39,54 |
| srebro  | Tony Martin          | 51:21,54 |
| brąz    | Chris Froome         | 51:47,87 |
| 4.      | Taylor Phinney       | 52:38,07 |
| 5.      | Marco Pinotti        | 52:49,28 |
| 6.      | Michael Rogers       | 52:51,39 |
| 7.      | Fabian Cancellara    | 52:53,71 |
| 8.      | Bert Grabsch         | 53:18,04 |
| 9.      | Jonathan Castroviejo | 53:29,36 |
| 10.     | Janez Brajkovič      | 54:09,72 |
| 11.     | Lieuwe Westra        | 54:19,62 |
| 12.     | Wasil Kiryjenka      | 54:30,29 |
| 13.     | Edvald Boasson Hagen | 54:30,87 |
| 14.     | Lars Bak             | 54:33,21 |
| 15.     | Jakob Fuglsang       | 54:34,49 |
| 16.     | Gustav Larsson       | 54:35,26 |
| 17.     | Philippe Gilbert     | 54:39,98 |
| 18.     | Nelson Oliveira      | 54:41,57 |
| 19.     | Jack Bauer           | 54:54,16 |
| 20.     | Dienis Mieńszow      | 54:59,26 |
| 21.     | Ramūnas Navardauskas | 55:12,32 |
| 22.     | Lars Boom            | 55:29,74 |
| 23.     | Aleksandr Winokurow  | 55:37,05 |
| 24.     | Fumiyuki Beppu       | 55:40,64 |
| 25.     | Maciej Bodnar        | 55:49,67 |
| 26.     | Magno Nazaret        | 55:50,77 |
| 27.     | David McCann         | 56:03,77 |
| 28.     | Ryder Hesjedal       | 56:06,18 |
| 29.     | Sylvain Chavanel     | 56:07,67 |
| 30.     | Michael Albasini     | 56:38,38 |
| 31.     | Assan Bazajew        | 56:40,77 |
| 32.     | Luis León Sánchez    | 56:59,16 |
| 33.     | Tomás Gil            | 57:05,12 |
| 34.     | Mouhssine Lahsaini   | 57:25,24 |
| 35.     | Fabio Duarte         | 57:34,20 |
| 36.     | Alireza Haghi        | 57:41,44 |
| 37.     | Ahmet Akdilek        | 59:11,19 |